# تریکژوکا
تریکژوکا (به لاتین: Tryczówka) یک منطقهٔ مسکونی در لهستان است که در Gmina Juchnowiec Kościelny واقع شده‌است.